# Jerzy Pawłowski
Jerzy Władysław Pawłowski (* 25. října 1932 – 11. ledna 2005 Varšava, Polsko) byl polský sportovní šermíř, který se specializoval na šerm šavlí. Polsko reprezentoval v padesátých, šedesátých a na počátku sedmdesátých let. Startoval na šesti olympijských hrách v roce 1952, 1956, 1960, 1964, 1968 a 1972 v soutěži jednotlivců a družstev. Na olympijských hrách 1968 získal zlatou olympijskou medaili a na olympijských hrách 1956 stříbrnou olympijskou medaili v soutěži jednotlivců. Je trojnásobným mistrem světa v soutěži jednotlivců z let 1957, 1965, 1966. S polským družstvem šavlistů vybojoval dvě stříbrné (1956, 1960) a jednu bronzovou (1964) olympijskou medaili a k olympijským medailím přidal s družstvem čtyři tituly mistra světa z let 1959, 1961, 1962 a 1963.